# Magenvolvulus
Ein Magenvolvulus (lateinisch: Volvulus ventriculi) ist eine abnorme Verdrehung (Volvulus) des Magens mit Abschnürung des Magenein- und -ausganges.

## Epidemiologie/Verbreitung
Ein Magenvolvulus tritt meist bei einer Hiatushernie, einer Relaxation des Zwerchfelles, seltener bei Lageveränderungen aufgrund Erkrankungen des Magens oder angrenzender Organe, zum Beispiel Tumore oder Verwachsungsstränge, auf. Eine ausgeprägte Überblähung des Darmes kann gleichfalls auch für eine unvollständige oder intermittierende Magentorsion ursächlich sein. Eine Kombination mit Drehung des Querkolons ist möglich.
Der akute Volvulus gilt als seltene Erkrankung im Neugeborenen- und Säuglingsalter.
Ein akuter Volvulus kann als Komplikation nach einer Fundoplikatio auftreten.

## Pathogenese/Krankheitsentstehung
Das Organ ist spiralförmig entweder um seine Längsachse oder quer dazu verdreht.

## Klinische Erscheinungen

### Akuter Volvulus
Bei einem vollständigen Volvulus kann sich der Magen weder nach oben noch nach unten entleeren, so dass sich das Bild eines Ileus mit zunehmender Aufblähung des Magens ergibt.
Eine Passage von Nahrung durch die Speiseröhre in den Magen ist nicht mehr möglich.
Als Komplikation kann es zu einer Nekrose der Magenwand, einer Perforation oder Luft-Embolie in den Pfortaderkreislauf kommen.

### Chronischer Volvulus
Bei einer unvollständigen Verdrehung ist die Passagebehinderung und damit die klinischen Symptome nicht so ausgeprägt, so dass es zu chronischen Verläufen mit verzögerter Diagnosestellung kommen kann.

## Diagnose
Bei einem vollständigen Verschluss ist bereits das Legen einer Magensonde nicht erfolgreich möglich. Zusammen mit epigastrischem Meteorismus und Erbrechen liegt dann die sogenannte Borchardt-Triade vor, benannt nach dem Berliner Chirurgen Moritz Borchardt (1868–1948).
In der Sonographie ist eine abnorme Position des Pylorus ein wichtiger Hinweis.
Im Röntgenbild im Stehen/Hängen zeigen sich ein luftgefüllter Magen und unterschiedlich hohe Sekretspiegel bei ansonsten luftarmem Darm. Eine Kontrastmittel-Gabe bestätigt den Passagestopp.

## Therapie
Die Behandlung erfolgt operativ mit Fixierung des Magens in Neutralposition.
Bei der intermittierenden Form sind endoskopische und perkutane Verfahren erfolgversprechend.